# Gianni Marcarini
 (juillet 2025).
Si vous disposez d'ouvrages ou d'articles de référence ou si vous connaissez des sites web de qualité traitant du thème abordé ici, merci de compléter l'article en donnant les références utiles à sa vérifiabilité et en les liant à la section « Notes et références ».
Gianni Marcarini aussi appelé Jean Marcarini (né le 15 mars 1940 à Bergame en Italie) est un coureur cycliste français d'origine italienne.

## Biographie
D'origine italienne, Gianni Marcarini est naturalisé français le 22 avril 1966. Il est un cousin d'Italo Zilioli.
Professionnel de 1961 à 1969, il est un coureur de critérium dit « le chasseur de primes Joss Randall ». Redescendu chez les amateurs hors catégorie, il remporte le Grand Prix de Plouay en 1970, sa victoire la plus prestigieuse.
Ajusteur avant sa carrière cycliste, il dirige après celle-ci un commerce de cycles à Hennebont (Morbihan) ainsi que de fabrication de vélos sur mesure. Il a été l'un des pionniers de la vente par correspondance via les magazines spécialisés sur le cyclisme puis sur Internet dès les années 2000.
Il est ensuite sur tous les événements cyclistes nationaux et internationaux : Tour de France, d’Espagne, d’Italie, championnats de France, du monde et participation à toutes les cyclo-sportives et cyclotouristes (telles que : L'Ardéchoise, L'Ariégeoise, La Marmotte etc…)
Fin 2017, le magasin portant son nom « Marcarini » ferme ses portes. Il souhaite se spécialiser dans la vente de vêtements « vintage ». La vente de vélo par Internet et la proximité du magasin Giant lui faisant du tort.

## Palmarès
- 1957
  - 2e du championnat de France universitaire

- 1958
  - 2e du championnat de France universitaire

- 1960
  - 2e de Paris-Chaumont
  - 2e du Circuit des Trois Provinces

- 1961
  - 2e de Paris-Troyes

- 1964
  - 2eb étape du Tour du Morbihan
  - 8e du Tour de Lombardie

- 1966
  - 10e de Paris-Tours

- 1967
  - 2e étape du Tour du Morbihan

- 1968
  - 3e du championnat de France de vitesse

- 1970
  - Grand Prix de Plouay

- 1973
  - 5e étape du Tour d'Émeraude

## Résultats sur les grands tours

### Tour d'Espagne
1 participation
- 1964 : hors délais (5e étape)